# Championnat du Costa Rica de football 1969-1970
Navigation
Saison précédente Saison suivante
La Primera División 1969-1970 est la quarante-huitième édition de la première division costaricienne.
Lors de ce tournoi, le Deportivo Saprissa a tenté de conserver son titre de champion du Costa Rica face aux huit meilleurs clubs costariciens.
Chacun des neuf clubs participant était confronté quatre fois aux huit autres équipes.
Seulement deux places étaient qualificatives pour la Coupe des champions de la CONCACAF, places également qualificatives pour la Coupe de la fraternité.

## Les 9 clubs participants
| \| San José: Deportivo México AD Rohrmoser Deportivo Saprissa LD Alajuelense CS Cartagines / CS Herediano I 0San José Puntarenas FC AD Ramonense Municipal Turrialba CS Uruguay \| Localisation des clubs engagés dans le championnat. |
| San José: Deportivo México AD Rohrmoser Deportivo Saprissa LD Alajuelense CS Cartagines / CS Herediano I 0San José Puntarenas FC AD Ramonense Municipal Turrialba CS Uruguay                                                           |

| Club                | Stade                        | Capacité          | Ville      |
| LD Alajuelense      | Stade Alejandro Morera Soto  | 17 900            | Alajuela   |
| CS Cartagines       | Stade José Rafael Meza       | 13 500            | Cartago    |
| CS Herediano        | Stade Eladio Rosabal Cordero | 8 100             | Heredia    |
| Deportivo México    | Stade inconnu                | Capacité inconnue | Guadalupe  |
| Puntarenas FC       | Stade inconnu                | Capacité inconnue | Puntarenas |
| AD Ramonense        | Stade Carlos Roldan          | 5 000             | San Ramón  |
| Deportivo Saprissa  | Stade national du Costa Rica | 25 500            | San José   |
| Municipal Turrialba | Stade Rafael Ángel Camacho   | 4 500             | Turrialba  |
| CS Uruguay          | Stade Municipal el Labrador  | 2 500             | Coronado   |

## Compétition
Les neuf équipes s'affrontent à quatre reprises selon un calendrier tiré aléatoirement.
Le classement est établi sur l'ancien barème de points (victoire à 2 points, match nul à 1, défaite à 0).
Le départage final se fait selon les critères suivants :
- Le nombre de points.
- La différence de buts générale.
- La différence de buts particulière.
- Le nombre de buts marqué.

### Classement
| Rang | Équipe                  | Pts | J  | G  | N  | P  | Bp | Bc | Diff |
| ---- | ----------------------- | --- | -- | -- | -- | -- | -- | -- | ---- |
| 1    | LD Alajuelense          | 52  | 32 | 22 | 8  | 2  | 88 | 26 | +62  |
| 2    | Deportivo Saprissa (T)  | 46  | 32 | 19 | 8  | 5  | 79 | 27 | +52  |
| 3    | CS Herediano            | 34  | 32 | 12 | 10 | 10 | 58 | 50 | +8   |
| 4    | Deportivo México        | 31  | 32 | 12 | 7  | 13 | 46 | 71 | -25  |
| 5    | Puntarenas FC           | 29  | 32 | 11 | 7  | 14 | 58 | 64 | -6   |
| 6    | CS Cartagines           | 27  | 32 | 9  | 9  | 14 | 41 | 47 | -6   |
| 7    | AD Ramonense            | 26  | 32 | 10 | 6  | 16 | 48 | 78 | -30  |
| 8    | CS Uruguay              | 25  | 32 | 6  | 13 | 13 | 45 | 60 | -15  |
| 9    | Municipal Turrialba (P) | 18  | 32 | 5  | 8  | 19 | 41 | 81 | -40  |

| Légende : Qualifications et relégations | Légende : Qualifications et relégations                                                                               |
| --------------------------------------- | --- |
|                                         | Coupe des champions de la CONCACAF 1971 (2e Tour de qualification)                                                    |
|                                         | Coupe des champions de la CONCACAF 1971 (2e Tour de qualification) Coupe de la fraternité 1971 (en) (Phase de groupe) |
|                                         | Coupe de la fraternité 1971 (en) (Phase de groupe)                                                                    |
|                                         | Relégué en Segunda División                                                                                           |
|                                         | (T) : Tenant du titre (P) : Promu de la saison 1968-1969                                                              |

## Bilan du tournoi
| Tableau d'Honneur |                    |
| Compétition       | Vainqueur          |
| Primera División  | LD Alajuelense     |
| Torneo de Copa    | Deportivo Saprissa |

| Qualifications continentales 1970-1971 |                                   |
| Coupe des champions de la CONCACAF     | Qualifiés                         |
| Deuxième tour de qualification         | LD Alajuelense Deportivo Saprissa |
| Coupe de la fraternité                 | Qualifiés                         |
| Phase de groupe (en)                   | Deportivo Saprissa CS Herediano   |

| Promotions et relégations   |                                |
| Relégué en Segunda División | CS Uruguay Municipal Turrialba |
| Promu de Segunda División   | AD Rohrmoser                   |

## Statistiques

### Meilleur buteur
- Errol Daniels (LD Alajuelense) 25 buts